# 페르드랑스
페르드랑스(프랑스어: fer-de-lance [fεʀdəlɑ̃ːs][*])는 살무사과 살무사아과 풀살무사속의 독사 종이다. 멕시코 남부에서 남아메리카 북부에 이르기까지 널리 분포한다. 주로 저지대에 서식하며, 인간 거주지 근처에서 발견되는 경우가 많다. 서식지가 인간과 겹치고, 자기방어에 적극적인 기질 때문에 같은 지역의 다른 뱀들보다 더욱 인간에게 위험한 뱀이다. 서식지 일대에서 가장 많은 뱀물림 사고를 발생시킨다. 현재까지 인정된 아종은 없다.
여러 나라에 걸쳐 살기 때문에 나라별로 부르는 이름이 다양하다. 에스파냐어로 "우단"이라는 뜻의 테르치오펠로(스페인어: terciopelo), 프랑스어로 "창의 첨병"이라는 뜻의 페르드랑스(프랑스어: fer-de-lance),가 우선 있다. 세인트루시아에서는 페르드랑스라 하고, 트리니다드에서는 마페피레 발사인(Mapepire balsain), 가이아나에서는 카펫 라바리아(Carpet Labaria), 과테말라와 온두라스에서는 "노란수염"이라는 뜻의 바르바 아마릴라(barba amarilla), 에콰도르와 파나마에서는 알파벳 X라는 뜻의 에퀴스(equis), 콜롬비아에서는 타야 에퀴스(taya equis), 베네수엘라에서는 쿠아이마(cuaima), 멕시코에서는 나우야카(nauyaca)라고 한다. "나우야차"는 아스텍 원주민 언어인 나우아틀어로 "네 개(나와틀어: nahui 나우이)의 코(나와틀어: yacatl 야카틀)"라는 뜻에서 비롯되었다. 또 벨리즈에서는 노란턱토미고프(영어: yellow-jaw tommygoff)라고 한다.

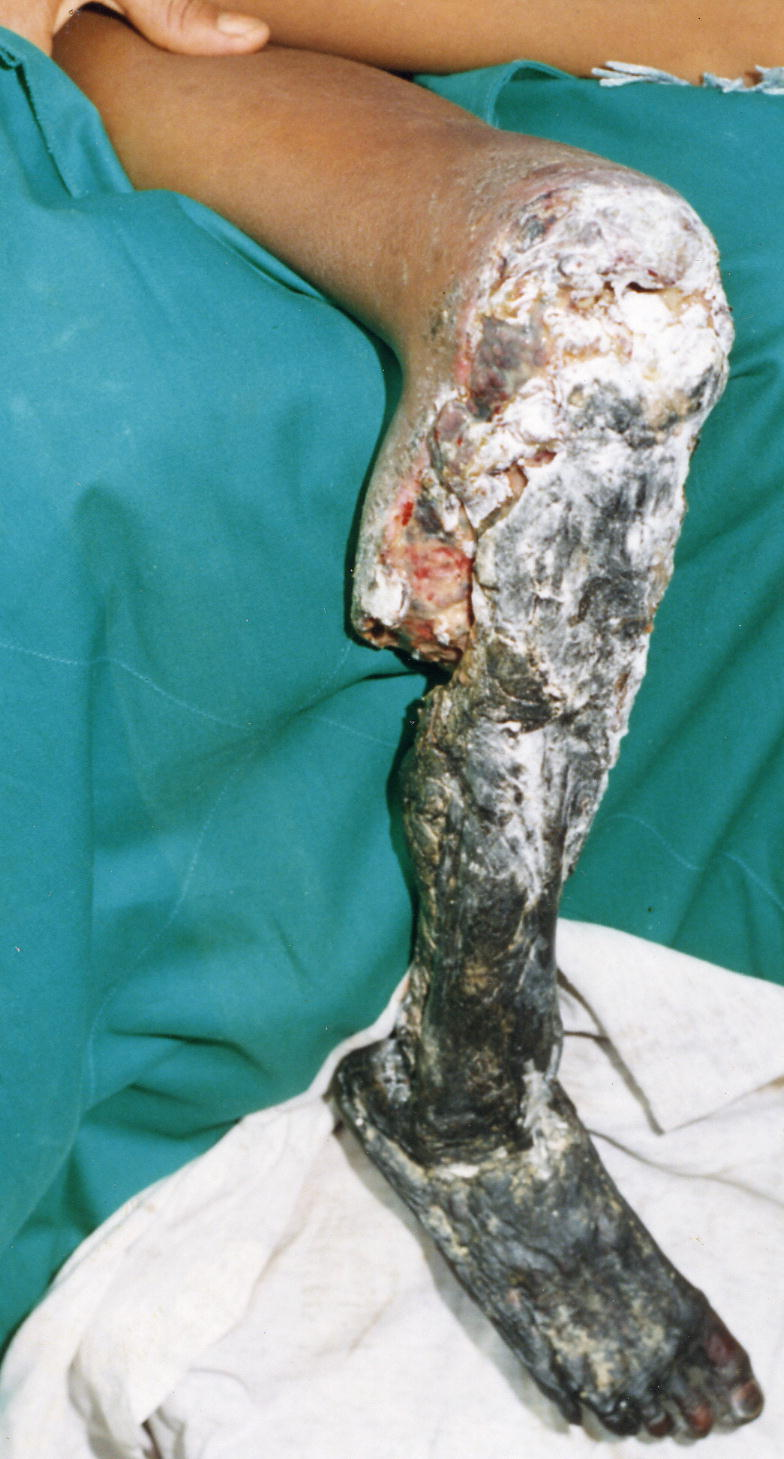
페르드랑스 사독으로 인한 다리 괴사.